# Romery, Marne
Romery är en kommun i departementet Marne i regionen Grand Est (tidigare regionen Champagne-Ardenne) i nordöstra Frankrike. Kommunen ligger i kantonen Ay som tillhör arrondissementet Épernay. År 2022 hade Romery 160 invånare.

## Befolkningsutveckling
Antalet invånare i kommunen Romery
| Referens: INSEE |